# Łazy Lubuskie
Łazy Lubuskie (niem. Lebuser Loose) – obszar na prawym brzegu Odry, w Lubuskim Przełomie Odry, obejmujący tereny od Nowego Lubusza po wieś Pamięcin.
Nazwę Łazy Lubuskie wprowadzono urzędowo w 1948, zastępując poprzednią niemiecką nazwę Lebuser Loose.
Administracyjnie tereny te leżą w województwie lubuskim, w powiecie słubickim, w gminie Słubice. Nad samą Odrą znajduje się pomnik Najatrakcyjniejszego krajobrazu ziemi lubuskiej 2003 roku.